# 大畠瀬戸

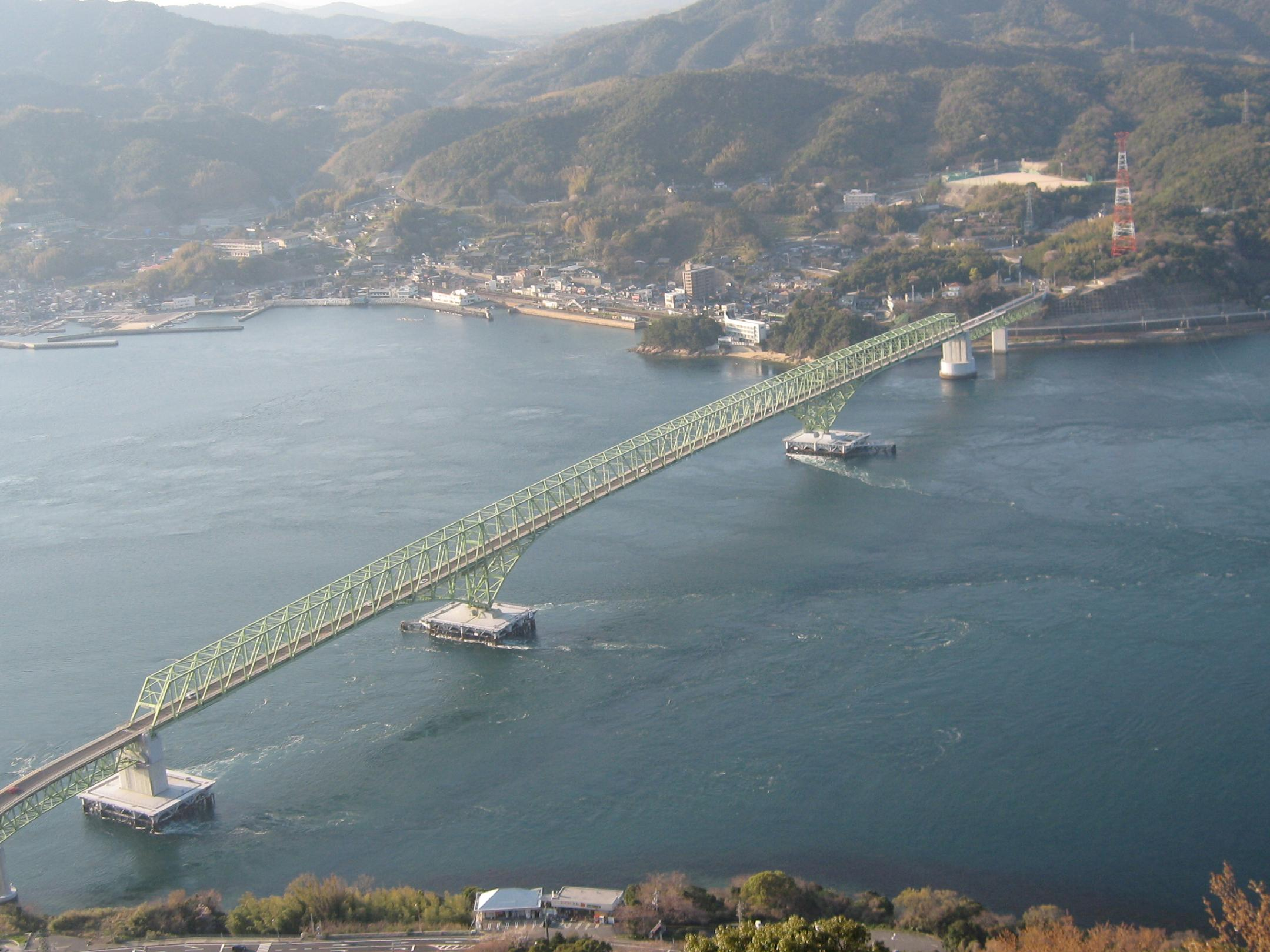
大畠瀬戸最狭部と大島大橋（周防大島飯ノ山からの俯瞰）

大畠瀬戸（おおばたけせと）は、山口県南東部に位置し、本州（大畠）と屋代島（周防大島）とに挟まれた瀬戸。

## 最狭部
最狭部の全長750m、深さ約20m、潮流約7ノット、本土側の瀬戸山鼻（大畠）と周防大島側の明神鼻とに挟まれた間となっている。現在、大島大橋が架かる。
周防大島側からは飯ノ山（標高263m）が迫り出した地形となっている。大多満根神社がその麓に在る。
歴史的には「大島の鳴門」と呼ばれ、本州側には古くからの地名「神代」が今も残る。

## 航路
伊予灘と安芸灘とを結ぶ最短経路である。大畠瀬戸の南側出入口（伊予灘側）は、室津半島（本州）と法師崎（屋代島南東部）との間に当たる。
古来、最狭部は水運の難所とされ、両岸付近や笠佐島にかけて干出岩や浅所などが存在する。旧日本海軍が中小艦艇を通行できるように、支障となる海底岩礁の一部を取り除いた。
大畠瀬戸には海上交通安全法第25条第1項に基づく告示により経路が指定されている。
最狭部は好漁場となっており、干満の条件が良い時間帯は多くの漁船が操業する。

## 架橋
1976年、大島大橋が最狭部に開通した。

## 面する自治体
- 柳井市
- 大島郡周防大島町